# Locate di Triulzi
Locate di Triulzi é uma comuna italiana da região da Lombardia, província de Milão, com cerca de 8.183 habitantes. Estende-se por uma área de 12 km², tendo uma densidade populacional de 682 hab/km². Faz fronteira com San Donato Milanese, San Giuliano Milanese, Opera, Pieve Emanuele, Carpiano, Siziano (PV).

## Demografia
| Variação demográfica do município entre 1861 e 2011                               |
|                                                                                   |
| Fonte: Istituto Nazionale di Statistica (ISTAT) - Elaboração gráfica da Wikipedia |